# Jakub Gil
Jakub Gil (ur. 21 lipca 1939 w Glisnem) – polski duchowny katolicki, protonotariusz apostolski (infułat), kapłan archidiecezji krakowskiej. Święcenia kapłańskie otrzymał 23 czerwca 1963 z rąk biskupa Karola Wojtyły.

## Praca duszpasterska
Pracował jako wikariusz w Zubrzycy Górnej (w latach 1963-1966), Zebrzydowicach (1966-1970) oraz w parafii Najświętszej Rodziny w Zakopanem (1970-1975). Kiedy w 1975 utworzono w Zakopanem rektoraty jako zaczątki nowych parafii, skierowano go do rektoratu Świętego Krzyża. Od 18 czerwca 1977 pełnił funkcję proboszcza parafii Miłosierdzia Bożego na Wzgórzach Krzesławickich w Krakowie. Został wysłany do rodzącej się wspólnoty przez kardynała Karola Wojtyłę z misją budowy kościoła. We wrześniu 1994 decyzją kardynała Franciszka Macharskiego rozpoczął pracę w krakowskim Caritasie jako jego dyrektor.

### Wadowice – papieska Bazylika
Od 7 lutego 1998 do 1 lipca 2011 proboszcz parafii Ofiarowania NMP w Wadowicach. Zastąpił na tym stanowisku przechodzącego na emeryturę księdza infułata Kazimierza Sudera, zaś sam został zastąpiony na stanowisku proboszcza przez księdza kanonika Stanisława Jaśkowca. 16 czerwca 1999 gościł w Wadowicach odwiedzającego swoje rodzinne miasto papieża Jana Pawła II. Natomiast 27 maja 2006 gościł przebywającego z wizytą papieża Benedykta XVI. W 2007 wyniesiony przez Stolicę Apostolską do godności infułata. W tym samym roku, 12 czerwca, został mianowany dziekanem dekanatu Wadowice – Północ (zakończenie kadencji 17 września 2012). 
Od początku swojej pracy w Wadowicach podjął starania o odnowienie zabytkowej Bazyliki Ofiarowania NMP:
- w 2000 ułożono nową, marmurową posadzkę,
- w latach 2002–2003 artystki z Krakowa: Aleksandra Grochal i Katarzyna Dobrzyńska namalowały unikatową polichromię, ukazującą poprzez obrazy biblijne nauczanie papieskie,
- podczas swojej wizyty w Wadowicach Benedykt XVI pobłogosławił powstałą w 2005 kaplicę, która po beatyfikacji Jana Pawła II stała się pierwszym takim miejscem kultu papieża,
- w 2007 poświęcił odnowioną elewację bazyliki,
- w 2010 wymieniono stare, przeszło 100-letnie organy na nowe, 27-głosowe wykonane przez organmistrza Zdzisława Molina.

Po przejściu na emeryturę zgodnie z dekretem arcybiskupa metropolity krakowskiego kardynała Stanisława Dziwisza pomaga w duszpasterstwie w parafii Ofiarowania NMP w Wadowicach ("Niniejszym, z dniem 1 lipca 2011 roku przyjmuję rezygnację Księdza Infułata z urzędu proboszcza parafii pw. Ofiarowania NMP w Wadowicach i wyrażam zgodę na zamieszkanie tamże. Proszę o dalsze zaangażowanie w duszpasterską posługę w Parafii").

## Odznaczenia
W 2008 roku odznaczony został przez prezydenta Lecha Kaczyńskiego Krzyżem Kawalerskim Orderu Odrodzenia Polski za wybitne zasługi na rzecz społeczności lokalnej oraz za kultywowanie pamięci o Papieżu Janie Pawle II.